# Wet van Hagen-Poiseuille
De wet van Hagen-Poiseuille is genoemd naar de Duitse ingenieur Gotthilf Hagen (1797-1884) en de Franse arts Jean Léonard Marie Poiseuille (1797-1869). 
De wet van Hagen-Poiseuille geldt voor laminaire stroming van een vloeistof door een cilindrische buis. Het geeft de relatie tussen volumestroom, drukverschil, viscositeit en diameter. 
{\displaystyle \Delta p={\frac {8\eta v_{\mathrm {gem} }L}{r^{2}}}={\frac {8\eta L\Phi }{\pi r^{4}}}}
Hierin is
{\displaystyle \Delta p} het drukverschil in Pa
{\displaystyle \eta }  de dynamische viscositeit in Pa.s
{\displaystyle L} de lengte van de buis in m
{\displaystyle r} de straal van de buis in m
{\displaystyle v_{\mathrm {gem} }} de gemiddelde snelheid van de vloeistof in de buis, in m/s
{\displaystyle \Phi } het debiet door de buis in m3/s
{\displaystyle \pi } wiskundige constante pi